# Юршор
Юршор, или Юр-Шор (коми Юршор гр) — посёлок в Комсомольском районе города Воркута (Республика Коми). Находится на так называемом «Воркутинском кольце» между посёлками Северный и Промышленный.

## География
Расстояние до Воркуты по северному кольцу Воркутинской кольцевой автомобильной дороги — 19 км, по западному кольцу Воркутинской кольцевой автомобильной дороги — 30 км. Расстояние до ближайшего посёлка — Промышленного — 3 км. Расстояние до посёлка Воргашор — 8 км.
Возник при строительстве шахты № 29 в 1948 году и его судьба, как и у любого шахтёрского посёлка, неразрывно связана с судьбой этой шахты и ОАО «Воркутауголь».

## Происхождение названия посёлка
Название посёлка, возможно, происходит от сокращения географического топонима Изъюрвож (Изъюорш, Изъюрвожшор) — реки (в некоторых источниках — ручей), правого притока реки Воркуты длиной 15 км, протекающей в 2 км от посёлка.
Изъюрвожшор в переводе с коми.
- из — буквально «камень», в топонимике — скала, утёс.
- юр — буквально «голова», в топонимике — вершина.
- вож — буквально «ветвь», в географической номенклатуре — приток реки, рукав река.
- шор — «ручей», «талая вода», «поток после обильного снеготаянья».

Изъюрвожшор можно перевести с коми как «ручей-приток у камня-головы».
Вблизи устья расположена известняковая скала, прорезанная и отделённая от основного массива. Скала по форме напоминает голову.
Российский и украинский лингвист Борис Александрович Ларин в своей работе «О словах буй, юр, яр» даёт древне-восточно-славянскую этимологию слова «юр» как «высокое место, подверженное ветрам». Таким образом «Юр-Шор» можно перевести как «высокое место (вершина) у ручья». Действительно, посёлок расположен на возвышенности, у подножья которой протекает река-ручей.

## История
С момента строительства шахты при ней был построен посёлок, в котором размещалась лагерная администрация, охрана и вольнонаёмные.
После 1953 года лагерные отделения при шахтах начали закрываться и шахты все больше и больше переходили на использование труда вольнонаёмных.
В 1954 ОЛП № 10 при шахте № 29 был расформирован, в бараках долгое время жили освободившиеся заключённые, не имеющие права уехать из Воркуты. Возможно, именно эти бараки и стали называться поселком ДОК.
Рядом с этими посёлками располагалась поселковая железнодорожная станция Воркутинской кольцевой железной дороги, по которой ходил пригородный поезд — в то время основной общественный транспорт, связывающий Воркуту с посёлками.
В 1955 году в километре от шахты на возвышенности стали строить новый посёлок, который назвали посёлок «Юр-Шор».
По мере заселения нового посёлка жилой фонд старого посёлка и посёлка ДОК закрывался.
В 1956 году в новом посёлке были сданы в эксплуатацию детские ясли (до этого ясли и детский сад располагались на старом посёлке) и семилетняя школа № 17 (до этого была только начальная школа, старшеклассники шахт 29 и 30 учились в школе на посёлке Северный).
К январю 1957 года в старом посёлке осталось всего 7 жилых домов, в новом было заселено 94 дома.
Все эти дома были одно- или двухэтажные. Обычно это были сборно-щитовые дома барачного типа и деревянные 2-хэтажные 8-миквартирные, но были также построены и кирпичные дома: 2-хэтажные 12-тиквартирные с общей жилой площадью 512 м².
Первые 2-хэтажные здания были построены по ул. Обской, Подвойского.
Номера домам на новом посёлке присваивались по мере их сдачи.
В марте 1957 года, когда количество домов в новом посёлке перевалило за 100, было принято решение о введении на посёлке улиц и изменение нумерации домов в привязке к новым улицам посёлка.

### Период расцвета посёлка (60-е — начало 80-х 20 века)
70-е годы прошлого века признаны историками «Золотым десятилетием Воркуты».
Однако для посёлка этот период надо рассматривать немного шире, а именно 60-е — начало 80-х 20 века.
В эти годы были построены и активно эксплуатировались объекты инфраструктуры

## Закрытие шахты и посёлка
1998 год, 17 апреля — депутатами Совета города Воркуты принят документ «Об утверждении перечня посёлков, подлежащих закрытию в связи с ликвидацией градообразующих предприятий». Этим документом закрепляется решение о расселении посёлка Юр-Шор.
1998 год, 17 августа — в стране начинается финансовый кризис и дефолт.
1998 год, 25 декабря — «последняя стружка» шахты.
Последняя смена шахты — лава 634-з пласта «Мощного»:
Зубков Николай Николаевич — горный мастер, начальник смены
Койда Н. Б.
Богачев В. Б.
Тышкун А. М.
Марцинкевич В. М.
Симбирев Ф. Е.
Гацаков С. Н.
Последний кусок юршорского угля на гора поднял на руках Ровкин Сергей Геннадьевич.
1999 год, 9 января — вышло Распоряжение Правительства Российской Федерации N 41-р о ликвидации государственного предприятия "Шахта «Юр-Шор». Председатель ликвидационной комиссии — директор шахты Сокол Александр Гаврилович.
1999 год, 16 февраля — вышел Приказ № 43 Министерства топлива и энергетики Российской Федерации "О ликвидации государственного предприятия "Шахта «Юр-Шор». Пункт 3 Приказа гарантировал в ходе ликвидации шахты выполнение «мер социальной защиты высвобождаемых работников, пенсионеров, инвалидов и семей погибших на шахте согласно ТЭО за счет средств, выделяемых на эти цели из федерального бюджета Российской Федерации в соответствии с действующим законодательством».
Однако переселение жителей затянулось на долгих 10 лет. Причём людей переселяли не только на «Большую землю», но и в города Республики Коми, в Воркуту и даже на соседние посёлки.
1999 год, 12 марта — На конференции трудового коллектива шахты «Юр-Шор» было принято
Положение о порядке формирования списков очерёдности распределения и предоставления жилья за пределами г. Воркуты для работников шахты «Юр-Шор» в связи с её ликвидацией.
1999 год, сентябрь — закончены ликвидационные работы в подземном пространстве шахты «Юр-Шор».
Состоялся последний спуск членов ликвидационной комиссии и шахтеров под землю.
Последним покинул подземное пространство шахты и сел в клеть директор шахты Сокол А. Г.
1999 год, 1 ноября — демонтирован клетьевой ствол шахты «Юр-Шор».
1999 — 2005 годы — из посёлка было переселено 199 семей, снесено более 50 домов, закрыты детский сад и школа.
35 семей начали оформлять жилье по так называемому «Пилотному проекту» за пределами Воркуты.
2000 год, 16 декабря — По данным администрации МО «Город Воркута», из общего количества семей, стоящих в очереди на переселение из Воркутинского района, в соответствии с ТЭО ликвидации шахт и других организаций отрасли подлежало переселению 1133 семьи (протокол наблюдательного совета № 13).
2001 — 2002 годы — по договорам на реализацию программ местного развития для переселения 639 семей работников угольной промышленности, высвобожденных в связи с ликвидацией или сокращением штатов и социально незащищённых категорий граждан из числа бывших работников угольной промышленности (пенсионеров, инвалидов, семей погибших шахтеров), выделено всего 222 млн рублей, в том числе:
- в 2001 году — 112 млн рублей на 357 семей или 313,7 тыс. рублей на 1 семью;
- в 2002 году — 110 млн рублей на 282 семьи или 390,1 тыс. рублей на 1 семью.

2002 год — Всероссийская перепись населения. По её данным, в Воркуте на тот момент проживало 133,4 тысячи человек.
Количество населения посёлка Юршор стыдливо скрыто под термином «Сельское население» без расшифровки
По переписи в Воркуте проживает 1794 человека сельского населения, из них 893 мужчины и 901 женщина.
2003 год, 29 апреля — Проверка Счётной Палатой Администрации МО «Город Воркута» выявила, что в 2000—2001 годах достоверный учёт предоставления гражданам жилья в администрации не был налажен. Имели место случаи расхождений данных, имеющихся в отделе по учёту жилой площади, с показателями других отделов, осуществляющих оперативный учёт по использованию средств федерального бюджета. Так, по отчёту в 2000 году количество переселенных семей составило 548, а фактически на этот период было приобретено жилье для переселения 432 семей, или на 116 семей меньше. Анализ использования средств федерального бюджета за 2001—2002 годы на переселение семей из районов Крайнего Севера и приравненных к ним местностей показал следующее.
По отчётным данным, администрацией МО «Город Воркута» приобретено жилье на переселение 589 семей численностью 1766 человек.
Фактически за проверяемый период приобретено жилье для переселения 710 семей (2100 человек), или на 121 семью больше.
Значительное количество договоров с переселяемыми гражданами было заключено на приобретение квартир в субъектах Российской Федерации, имеющих высокую рыночную стоимость жилья. Только по Москве и Московской области приобретено 137 квартир (19,2 % от фактически приобретенного жилья за проверяемый период), что свидетельствует о неэффективном использовании средств федерального бюджета.
В сравнении с прогнозными показателями на 2001 год превышение фактических затрат на содействие по переселению одной семьи в составе 3,1 человека достигло в среднем 56,65 тыс. рублей. Это свидетельствует о том, что порядка 88 семей не получили необходимой субсидии. Выявлены факты получения субсидии гражданами, владеющими жильём в других регионах.
В качестве примера приводится следующий случай.
Один из высвобожденных работников с ликвидируемой шахты «Юр-Шор» обладал правом на получение субсидии. Его супруга приобретает у фирмы-посредника квартиру в городе Железнодорожном (Московская область). Затем квартира продается другой гражданке, которая, в свою очередь, продает жилье этому же работнику, который расплачивается за него из средств федерального бюджета в пределах предоставленной на состав семьи жилищной субсидии. Все договоры по передаче прав на квартиру заключены в течение одного месяца. Кроме того, договор на приобретение квартиры в собственность заключен в апреле 2000 года, а заявление на получение субсидии написано им в июне 2001 года, то есть на момент получения жилищной субсидии работник шахты «Юр-Шор» являлся владельцем жилья.
2006 год — в посёлке Юршор официально насчитывается 542 жителя, однако реально проживает значительно меньше.
Многие квартиры законсервированы, а жильцы их ждут решения о переселении в более теплые края.
Администрация Воркуты признала, что, несмотря на принятие решения о закрытии посёлка, Юр-Шору так и не присвоен официальный статус «закрывающегося» посёлка.
В результате: жители посёлка не имеют правовых оснований для получения жилищных субсидий по первой категории очерёдности, как граждане, выезжающие из районов Крайнего Севера.
2006 год, август — возгорание юго-восточной части породного отвала шахты «Юр-Шор».
Отвал представляет собой плоский двухъярусный массив из аргиллитов, алевролитов и песчаников площадью 10,7 га.
Высота нижнего яруса колеблется от 6 до 10 м. Суммарная высота отвала достигает 18—20 м.
Выявленная площадь очагов — 1461 м², максимальная температура на глубине 0,5 м — 685 градусов по Цельсию, и прослеживается тенденция к увеличению зоны горения.
2007 год — в брошенном посёлке, где нет даже магазина, живут тридцать две семьи.
2007 год, 13 апреля — день официальной ликвидации шахты «Юр-Шор» вследствие банкротства
(Согласно выписке из Единого государственного реестра юридических лиц).
2008 год — на государственном уровне обсуждается вопрос сноса пустующих аварийных домов в «мертвых» посёлках — Октябрьском, Юршоре, Руднике, — однако на каком-то этапе дело застопорилось.
2009 год — на посёлке в двух домах проживает 7 семей.
Вышел в свет новый генплан Воркуты.
Генплан разработан омским институтом территориального планирования «Град» по заказу администрации Воркуты.
Авторы генплана пришли к выводу, что к 2020 году население города уменьшится с 120 до 85 тысяч человек, а сам город может полностью опустеть к 2250 году.
Активному развитию подвергнется сама Воркута и близлежащие посёлки Северный и Воргашор. Умеренное развитие должно коснуться посёлков Елецкий и Заполярный. Остальные населённые пункты внутри городского округа либо останутся на прежнем уровне, либо будут ликвидированы.
На территории закрытых посёлков — Октябрьского, Промышленного, Юршора и других будет проведена рекультивация.
2009 год — на сайте администрации города значилась другая цифра — 116,4 тысячи человек.
2010 год — опубликованы предварительные результаты Всероссийской переписи населения.
По сравнению с 2002 годом количество жителей в Воркуте сократилось на 29 %.
В 2000 году проверке подлежало 17 населённых пунктов, относящихся к городу Воркута, в 2010 их всего девять. Не значатся в списках переписчиков посёлки Октябрьский и Юршор. В Комсомольском из 310 домов осталось 24, в Воргашоре — 134 из 205. Девять лет назад по Воркутинскому району проверке подлежало почти 10 тысяч домовладений, в 2010 — около 1400. В ходе подготовки к переписи выявлено 112 домов без адресов.
В уже не существующих посёлках городского типа Мульда, Октябрьский, Промышленный, посёлках сельского типа Юршор и Мескашор (Воркута) на 1 января 2010 года продолжают числиться 925 человек.
Реально на территории посёлка Юршор проживает без регистрации одна семья.

## Памятные места, связанные с поселком и шахтой

### Мемориальное кладбище Юр-Шор
Находится в 500 м от места, где была автобусная остановка «Шахта „Юр-Шор“».
Если двигаться по воркутинской кольцевой от посёлка Северный, не доезжая 1,8 км до посёлка Юр-Шор, с правой стороны у самой дороги виден памятник. Это памятник 11 литовцам из 53 жертв расстрела 1953 года.
Он представляет собой символическую часовню-«каплицу», увенчанную женской статуей, отлитой из чугуна. На фронтоне каплицы — надпись на литовском языке: «Tėvynė Lietuva didžiuojasi» и на латыни: «Patria Lituania superbit» [«Родина Литва гордится»], с тыльной стороны так же на литовском языке «Tėvynė Lietuva verkia» и на латыни: «Patria Lituania flet» [«Родина Литва скорбит»].
1 августа 2003 на правом переднем пилоне установлена мраморная доска с надписью: «Погибшим в лагерях Воркуты и жертвам расстрела заключённых на шахте № 29 „Юршор“ 1 августа 1953 года».
Авторы памятника скульптор В. Вильджюнас. Архитекторы Р. Дичюс (Литва), В. Трошин, В. Бармин (Россия).
Открыт 30 августа 1994 года по инициативе литовских общественных организаций и Воркутинского общества «Мемориал».

### Мемориал погибшим в 1980 году шахтерам шахты «Юр-Шор»
Находится на городском кладбище Воркуты.
Представляет собой гранитный памятник на бетонном основании, на котором выгравированы сверху знак «Шахтерская слава» 1 степени, а ниже имена всех 34 погибших 23 сентября 1980 года шахтеров.

## Внешние источники
- Речной лагерь